# Auguste Lacour
Pour les articles homonymes, voir Lacour.
Auguste Lacour est un homme politique français né à Orange, dans le département de Vaucluse, le 14 juillet 1864 et décédé dans la même ville le 20 mars 1945.

## Biographie
Pharmacien, puis négociant, à Orange, il entame une carrière politique en 1900 en étant élu adjoint au maire de celle ville. Quatre ans plus tard, il en devient maire, mandat qu'il exerce jusqu'en 1919.
Conseiller général, il est élu député en 1910, battant le socialiste indépendant Alexandre Blanc, grâce aux voix de la droite et des radicaux. Il siège alors sur les bancs de la gauche démocratique, c'est-à-dire au centre droit.
Membre de la commission des postes et télégraphes, il y rapporte plusieurs projets de lois. Il soutient aussi l'effort archéologique pour l'exploitation des vestiges de Vaison-la-Romaine.
En 1914, cependant, il n'est pas réélu, Blanc prenant sa revanche du scrutin précédent. Après 1919, il se retire de la vie politique.

### Sources
- Adolphe Robert et Gaston Cougny, Dictionnaire des Parlementaires français, Paris, Dourloton, 1889